# Afgeknotte dodecaëder
Een afgeknotte dodecaëder is een archimedisch lichaam met 32 vlakken, waarvan 12 een tienhoek en 20 een driehoek zijn. Het heeft 60 hoekpunten en 90 ribben. De figuur ontstaat als bij een regelmatig twaalfvlak de hoeken zodanig worden afgeknot dat de ribben van de nieuwe figuur gelijk zijn, van de 12 regelmatige vijfhoeken dus 12 kleinere regelmatige tienhoeken overblijven en op de plaats van ieder van de 20 hoekpunten een driehoek komt.
De oppervlakte A en inhoud V van een afgeknotte dodecaëder waarbij a de lengte van een ribbe is, worden gegeven door:
{\displaystyle A=5({\sqrt {3}}+6{\sqrt {5+2{\sqrt {5}}}})~a^{2}\approx 100,9908~a^{2}}
{\displaystyle V={5 \over 12}(99+47{\sqrt {5}})~a^{3}\approx 85,0397~a^{3}}